# SLC35E2
SLC35E2 (англ. Solute carrier family 35 member E2) — білок, який кодується однойменним геном, розташованим у людей на 1-й хромосомі. Довжина поліпептидного ланцюга білка становить 266 амінокислот, а молекулярна маса — 29 079.
| 10         |  | 20         |  | 30         |  | 40         |  | 50         |
| ---------- |  | ---------- |  | ---------- |  | ---------- |  | ---------- |
| MSSSVKTPAL |  | EELVPGSEEK |  | PKGRSPLSWG |  | SLFGHRSEKI |  | VFAKSDGGTD |
| ENVLTVTITE |  | TTVIESDLGV |  | WSSRALLYLT |  | LWFFFSFCTL |  | FLNKYILSLL |
| GGEPSMLGAV |  | QMLSTTVIGC |  | VKTLVPCCLY |  | QHKARLSYPP |  | NFLMTMLFVG |
| LMRFATVVLG |  | LVSLKNVAVS |  | FAETVKSSAP |  | IFTVIMSRMI |  | LGEYTGRPSD |
| REEREELQLQ |  | PGRGAAASDR |  | RSPVPPSERH |  | GVRPHGENLP |  | GDFQVPQALH |
| RVALSMALPC |  | PMLPAS     |  |            |  |            |  |            |

A: Аланін

C: Цистеїн

D: Аспарагінова кислота

E: Глутамінова кислота

F: Фенілаланін

G: Гліцин

H: Гістидин

I: Ізолейцин

K: Лізин

L: Лейцин

M: Метіонін

N: Аспарагін

P: Пролін

Q: Глутамін

R: Аргінін

S: Серин

T: Треонін

V: Валін

W: Триптофан

Задіяний у такому біологічному процесі, як альтернативний сплайсинг. Локалізований у мембрані.